# Ghalia Benali
Pour les articles homonymes, voir Benali.
Ghalia Benali (arabe : غاليه بنعلى), née le 21 décembre 1968 à Bruxelles, est une chanteuse, danseuse et actrice belgo-tunisienne.

## Biographie

### Jeunesse
Ghalia Benali naît à Bruxelles en Belgique en 1968. Elle grandit dans un environnement familial d'artistes où elle est très tôt en contact avec la musique et la poésie : la chanson française, la musique égyptienne et indienne de théâtre, les mélodies de Syrie et d'Irak, le chanteur syrien Adîb Al-Dâyikh, l'incontournable chanteuse égyptienne Oum Kalthoum et les tartils, lectures chantées du Coran. Enfant, elle chante et fait des spectacles lors des fêtes familiales. 
En 1972, alors qu'elle a trois ans, ses parents, venus en France pour leurs études, décident de quitter la Belgique pour aller vivre dans la petite ville de Zarzis, non loin de l'île de Djerba au sud de la Tunisie, où son père est médecin. C'est dans ce lieu, à la fois berceau des traditions ancestrales et site touristique ouvert à l'Occident, qu'elle suit sa scolarité.
Après des études scientifiques à Tunis, elle retourne en Belgique en 1987 à l'âge de 19 ans pour étudier le graphisme. Elle décide de rester en Belgique par nostalgie de son paradis d'enfant : elle y retrouve ces « moments de bonheur qu'elle a connus pendant son enfance avec sa mère, ses tantes et ses copines de classe », faits de musique, de chant et de danse dans des soirées interminables autour des contes fantastiques des Tunisiens de Belgique.

### Carrière de chanteuse et de musicienne
Auteur-compositeur de chansons et danseuse autodidacte, Benali rencontre en 1989 Moufadhel Adhoum, un oudiste tunisien venu étudier la décoration à l'Académie royale des beaux-arts de Bruxelles. En 1996, elle donne avec lui son premier concert, qui remporte un grand succès. C'est le coup d'envoi de sa carrière et d'une série de concerts en Belgique ; elle fait de fréquentes visites en Tunisie et de nombreuses tournées musicales dans le monde arabe. Par le chant, elle apprend à apprécier d'autres cultures parmi lesquelles elle trouve sa place et cherche à mieux se connaître elle-même. Elle donne son premier concert à l'Amadeus de Bruxelles, puis est rapidement invitée à faire des tournées au Portugal et en Andalousie, où elle découvre les richesses du flamenco. Elle chante de manière expressive et avec une grande sensualité, sa voix un peu rauque touchant le public.
Également instrumentiste, elle chante avec divers groupes ou artistes de tendances musicales variées : Shahnez (arabo-flamenco), Yoda (ethnique), Al Palna et Nada (arabo-indien), Maak Spirit (jazz), Hhkaly (électro) et Timnaa (arabo-flamenco-folk). Ses improvisations sont également inspirées du râga et des musiques japonaise et tibétaine.
Elle crée aussi le trio Kafichanta (café chantant en arabe) et joue dans son projet Romeo & Leila (contant un amour impossible entre des êtres de cultures différentes) au cours de concerts au Benelux, en Espagne, en Hongrie, en Allemagne, en Égypte, en Tunisie, au Bahreïn, etc. En complément du CD Romeo et Leila, elle édite également un livre éponyme contenant des textes et des dessins de sa création.
Avec Bert Cornelis, elle fonde le groupe Al Palna, dans lequel elle interprète des textes soufis sur de la musique d'inspiration indienne. Sa voix s'accorde au son du sitar de Cornelis dans des atmosphères méditatives et extatiques. À la demande de la radio Klara, ils enregistrent un CD édité en 2008 par Music and Words.
Elle fait également de nombreuses apparitions télévisées en Égypte, au Liban et dans d'autres pays arabes.
Avec son projet suivant, Ghalia Benali rencontre avec To K, elle édite un nouveau CD en février 2010 chez Music and Words. Elle collabore par ailleurs avec des artistes comme The Spy from Cairo et Mad Professor. En décembre 2015, elle chante à la Philharmonie de Paris dans le cadre d'un week-end hommage à Oum Kalthoum. En janvier 2018, elle présente un nouvel album, MwSOUL, au festival Au fil des voix. En 2019, elle se produit à Paris au sein du spectacle Night in Tunisia sur la scène de l’Olympia.
Elle joue régulièrement à l'international avec Kiya Tabassian et son ensemble Constantinople, avec lesquels elle a sorti un CD en 2022, Sur les traces de Rumi, avec le label Glossa.

### Carrière de peintre
Ghalia Benali réalise également de nombreux collages qu'elle expose chez elle et à l'étranger.

### Carrière d'actrice
En tant qu'actrice, elle joue en 2000 dans les films La Saison des hommes de Moufida Tlatli et en 2002 dans Swing de Tony Gatlif. 
En 2015, elle tourne dans À peine j'ouvre les yeux de Leyla Bouzid. Ce film obtient plusieurs prix, Ghalia Benali recevant avec Baya Medhaffar l'Ibis d'or de la meilleure actrice au Festival du cinéma et musique de film de La Baule, ainsi qu'une mention spéciale du jury du Festival du cinéma méditerranéen de Bruxelles.
En 2018, elle interprète le personnage féminin principal du film Fatwa de Mahmoud Ben Mahmoud.

## Discographie
- 2001 : Wild Harissa
- 2002 : Nada (indo-arabe fusion)
- 2006 : Romeo & Leila (histoire d'amour mystique de l'Ouest et de l'Est)
- 2008 : Al Palna, avec Bert Cornelis
- 2010 : Ghalia Benali sings Om Kalthoum
- 2018 : MwSOUL[3]

## Récompenses musicales
En 2008, elle est récompensée aux World of Music Awards organisés par la société We Are Listening.

## Filmographie

### Courts métrages
- Jareedy de Mohamed Hisham, en tant qu'actrice, chanteuse et compositrice

### Longs métrages
- 2000 : La Saison des hommes de Moufida Tlatli
- 2002 : Swing de Tony Gatlif
- 2015 : À peine j'ouvre les yeux de Leyla Bouzid
- 2018 : Fatwa de Mahmoud Ben Mahmoud[3],[10]

## Distinctions
- Festival du cinéma et musique de film de La Baule pour le film À peine j'ouvre les yeux : Ibis d'or de la meilleure actrice (avec Baya Medhaffar)[7]